# Philippe Adrien Henri van Bevervoorden tot Oldemeule
Jhr. Philippe Adrien Henri van Bevervoorden tot Oldemeule (Londen, 3 april 1842 − Landsmeer, 25 april 1879) was een Nederlands burgemeester.

## Biografie
Van Bevervoorden was een telg uit het sinds 1837 adellijke geslacht Van Bevervoorden en een zoon en enig kind van jhr. Adrien Jean Eliza van Bevervoorden (1819-1851), uitgever en publicist, en Maria Margaretha Ferminet (1817-1887). Bij Koninklijk Besluit van 20 oktober 1874 werd hij benoemd tot burgemeester van Landsmeer. Hij overleed in functie in 1879 op net 37-jarige leeftijd.